# 奧扎里夫卡
49°47′8″N 27°41′28″E / 49.78556°N 27.69111°E
奧扎里夫卡（烏克蘭語：Ожарівка）是位於烏克蘭西部的村莊，由赫梅利尼茨基州裡赫梅利尼茨基區的舊西尼亞瓦市鎮負責管轄。該村始建於1149年，面積1.66平方公里，海拔高度263米，2001年人口184，人口密度每平方公里110.9人。